# Goswin von Herike
Goswin von Herike, o Goswin von Herreke (... – 1359), fu Gran Maestro dell'Ordine di Livonia, in carica dal 1345 al 1359, anno della sua morte. Prima che subentrasse Arnold von Vietinghof, il ruolo di guida fu assunto temporaneamente da Andreas von Steinberg.

## Biografia
Goswin von Herike era probabilmente originario della Westfalia. Dal dicembre del 1345 al settembre del 1359 divenne Landmeister di Livonia. Durante il suo mandato, sostenne il vescovo di Tartu (Dorpat) nella costruzione della fortezza di Vastseliina (Neuhausen) a protezione delle importanti rotte commerciali tra Tartu, Riga e Pskov e, soprattutto, contro la fortezza russa di Izborsk.

### 1346: l'acquisizione dell'Estonia Danese
Già da qualche tempo, il Re di Danimarca pensava di vendere le sue terre nel nord dell'Estonia, visto che la provincia era troppo debolmente legata alla madrepatria ed i vassalli locali, che costituivano la Società Nobile dell'Estonia, avevano ottenuto privilegi fin troppo ampi. Nel 1330 circa, la Danimarca si trovava di fronte alla minaccia del collasso: il trono era rimasto vacante per diversi anni e molte delle sue terre erano state date in pegno.
Re Valdemaro IV decise di vendere l'Estonia, per alleviare i problemi finanziari della Danimarca. Nel 1343, svolse negoziati con diversi offerenti: quando tutto sembrava intavolato, ebbe luogo la rivolta della notte di San Giorgio. L'Ordine di Livonia ne approfittò ed invase l'Estonia del nord, espugnando rapidamente la maggior parte delle fortezze. A seguito di tale evento, Valdemaro IV non poté fare altro che valutare l'offerta di acquisto che l'Ordine Teutonico aveva fatto per il Paese baltico.
Nel 1346, l'Ordine Teutonico acquistò dal Re di Danimarca il nord dell'Estonia, pagandola 19.000 marchi. Il passaggio della sovranità dalla Danimarca allo Stato monastico dei cavalieri teutonici ebbe luogo il 1 novembre 1346.
Così, l'Estonia settentrionale fu ufficialmente di proprietà dell'Ordine Teutonico e gestita dal Gran maestro dell'Ordine teutonico Heinrich Dusemer.
Già nel 1347, Dusemer consegnò il paese al Landmeister dell'Ordine di Livonia.

### Costruzione di nuove fortezze e invasione della Samogizia
Tra il 1347 e il 1349, Goswin von Herreke ad Alajõe fondò la fortezza di Vasknarva/Nyslott, strategicamente importante perché controllava le sorgenti del fiume Narva e il lago Peipsi. Inoltre, tentò di rafforzare il confine orientale della Livonia. In particolare, venne notevolmente rafforzato il castello di Hermann a Narva (nei pressi dell'attuale confine tra l'Estonia e la Russia).

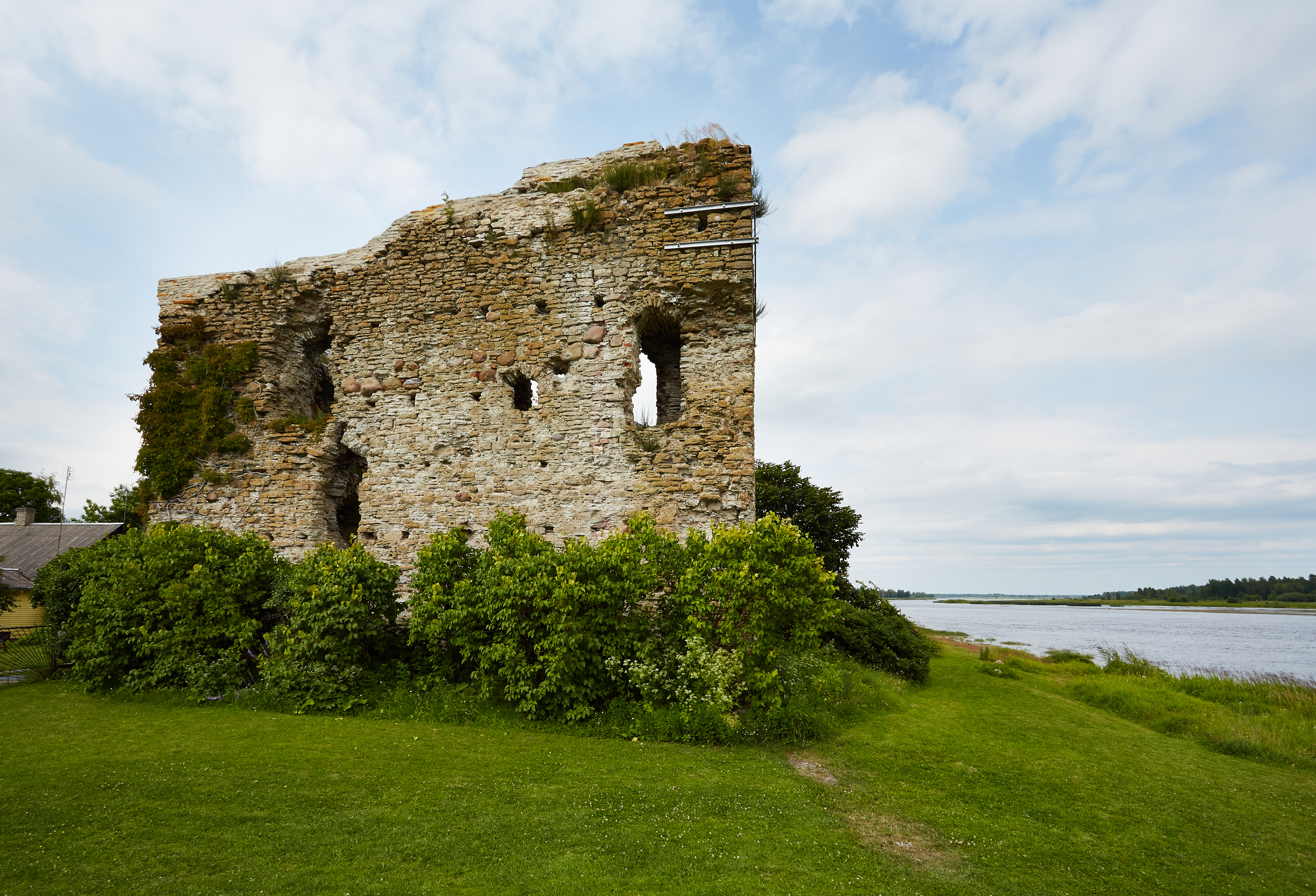
Resti della fortezza di Vasknarva/Nyslott

Successivamente, con la minaccia di devastare la cittadina di Šiauliai in Lituania, von Herike costrinse i cittadini a pagare il tributo sulla terra e permise al suo esercito di spingersi nella Lituania settentrionale. Tale mossa fu giustificata dal ricongiungimento dei cristiani livoniani con le truppe teutoniche di stanza a Trakai e Vilnius, dove nel 1348 ebbe luogo la battaglia della Strėva.
A metà febbraio del 1348, von Herreke invase la Samogizia, assaltando alcuni villaggi locali. Sulla via del ritorno in Livonia, le sue truppe furono attaccate della retroguardia e dovette rinunciare a proseguire la collaborazione bellica con l'Ordine Teutonico.
Il mese successivo, tentò nuovamente di spingersi in Samogizia. Il suo esercito incendiò i castelli di Buožėnų e di Seredžius, distrusse il villaggio di Kulai e i dintorni di Šiauliai.

### Ultimi anni
Goswin von Herike morì nel 1359. Dopo un breve interregno di Andreas von Steinberg nel 1360, a venire eletto come Gran maestro di Livonia fu Arnold von Vietinghof.